# Ieremia Popescu

Generalul Ieremia Popescu

Ieremia Popescu (n. 1 septembrie 1898, Nalbant, județul Tulcea - d. ?) a fost un general român.

## Biografie
În 1918 a venit la București unde a fost admis la Școala militară de ofițeri de infanterie.
Ofițerul Ieremia Popescu a deținut următoarele funcții: 
Comandant de companie la Regimentul 85 Infanterie Oradea (1930 – 1931 și 1935 – 1937); detașat în funcția de ofițer de stat major la Marele Stat Major al Armatei din București (1931 – oct. 1932); șef al Biroului 3 Operații și șef al Biroului 2 din Divizia 12 Infanterie Ismail (1932 – 1935); șef al Biroului 3 Instrucție și Operații (1937 – 1940); șef al Aprovizionării Statului Major Economic de pe lângă Ministerul Coordonării (1940 – ian. 1942). În ianuarie 1942 a fost trimis pe frontul de Est cu o unitate de cavalerie – Corpul de Cavalerie – în funcția de șef al Biroului 4 Transporturi și Servicii, care acționa pe litoralul Mării Azov.
În perioada 1949-1954, generalul-maior (cu o stea) Ieremia Popescu a îndeplinit funcția de comandant al Comandamentului Trupelor de Securitate (actuala Jandarmerie).
La 1 septembrie 1946 a fost numit pentru câteva luni în funcția de comandant al Regimentului 10 Grăniceri Oradea (1 sept. 1946 – iul. 1947).
În preajma alegerilor parlamentare din 19 noiembrie 1946, în săptămânalul Cuvântul grănicerilor (8 noiembrie 1946), colonelul Ieremia Popescu și-a arătat sprijinul său față de guvernul Petru Groza și Blocul Partidelor Democratice.
Primirea în partidul comunist a colonelului Ieremia Popescu în 1948 a constituit un atu important în numirea sa în funcția de șef de Stat Major al nou înființatului Secretariat General pentru Trupe MAI (30 ian. – 24 mart. 1948). 
Avansat la 30 decembrie 1948 la gradul de general-maior (Decretul nr. 2.132/1948) a fost numit în fruntea Comandamentului Trupelor de Securitate (24 mart. 1949 – 10 iul. 1952). 
În 1950, ca urmare a procesului de verificare a membrilor de partid declanșat de conducerea superioară PMR cu 2 ani în urmă, generalul Ieremia Popescu a fost exclus din partid din cauza activității sale trecute antisovietice de pe frontul de Est.
în vara anului 1954, a fost scos din funcția de șef al DTOP și retrogradat în cea de comandant al Școlii militare de ofițeri MAI nr. 1 Oradea (15 iun. 1954 – 1958). 

## Decorații
A fost decorat cu Ordinul „Steaua României”, clasa a V-a, cu Spade și Panglică de Virtute Militară pentru organizarea și transportarea în țară a bunurilor rechiziționate pe teritoriul sovietic, misiuni îndeplinite cu succes.
Prin Decretul nr. 500 din 10 august 1964, i s-a conferit Ordinul „23 August”, clasa a V-a, pentru „merite deosebite în opera de construire a socialismului, cu prilejul celei de a XX-a aniversări a eliberării patriei”.